# Quitman (Georgia)
Quitman város az Amerikai Egyesült Államok Georgia államában, Brooks megyében, melynek megyeszékhelye is. Lakosainak száma 4064 fő (2020. április 1.).

## Népesség
A település népességének változása:

| 2010 | 3 850 |
| 2020 | 4 064 |